# Vestrahorn
La Vestrahorn, toponyme islandais signifiant littéralement en français « la Corne de l'Ouest », est une montagne d'Islande située dans l'Est du pays, à l'est de Höfn. Elle constitue une étape prisée des touristes, et notamment des photographes, sur la route 1.

## Géographie
La montagne est située dans l'Est de l'Islande, au sud-est du Vatnajökull, au sud de la réserve naturelle de Lónsöræfi et à l'est de la ville de Höfn dans la municipalité de Hornafjörður. Elle est composée de trois sommets : à l'ouest la Fjarðarfjall culminant à 888 mètres d'altitude au Klifatindur, au centre la Vesturhorn culminant à 675 mètres d'altitude à la Teitsbrekkuntindur et à l'est la Brunnhorn culminant à 454 mètres d'altitude. Ces sommets, séparés du reste des reliefs des Hautes Terres d'Islande au nord-ouest par l'Almannaskarð, s'avancent entre deux lagunes, au nord le Papafjörður et au sud-ouest le Skarðsfjörður.
La Vestrahorn et ses paysages constituent une étape populaire pour les visiteurs empruntant la route 1 qui fait le tour de l'Islande. Ainsi, depuis la route au nord, la montagne offre un fort contraste visuel entre les reliefs horizontaux des lagunes et sandar et ceux verticaux des falaises et des pics ; c'est depuis le nord que la Brunnhorn ressemble par paréidolie au sommet du masque de Batman, lui donnant son surnom de « Batman mountain ». Depuis le petit cap de Stokksnes au sud accessible par une courte piste depuis la route 1, la face sud de la montagne présente le même contraste de relief qu'au nord. De plus, ce point de vue sur la montagne est prisé en raison de la présence de seigle de mer qui forme de nombreuses buttes touffues dans les dunes de la petite baie de Hornsvík, procurant au panorama qui s'offre aux visiteurs un premier plan assez inhabituel. Bien que moins facilement accessible, la montagne conserve son caractère austère depuis la mer à l'est, notamment lorsque les fréquents bancs de brume en masquent son pied, lui conférant l'aspect d'une île se dressant au-dessus de la mer.

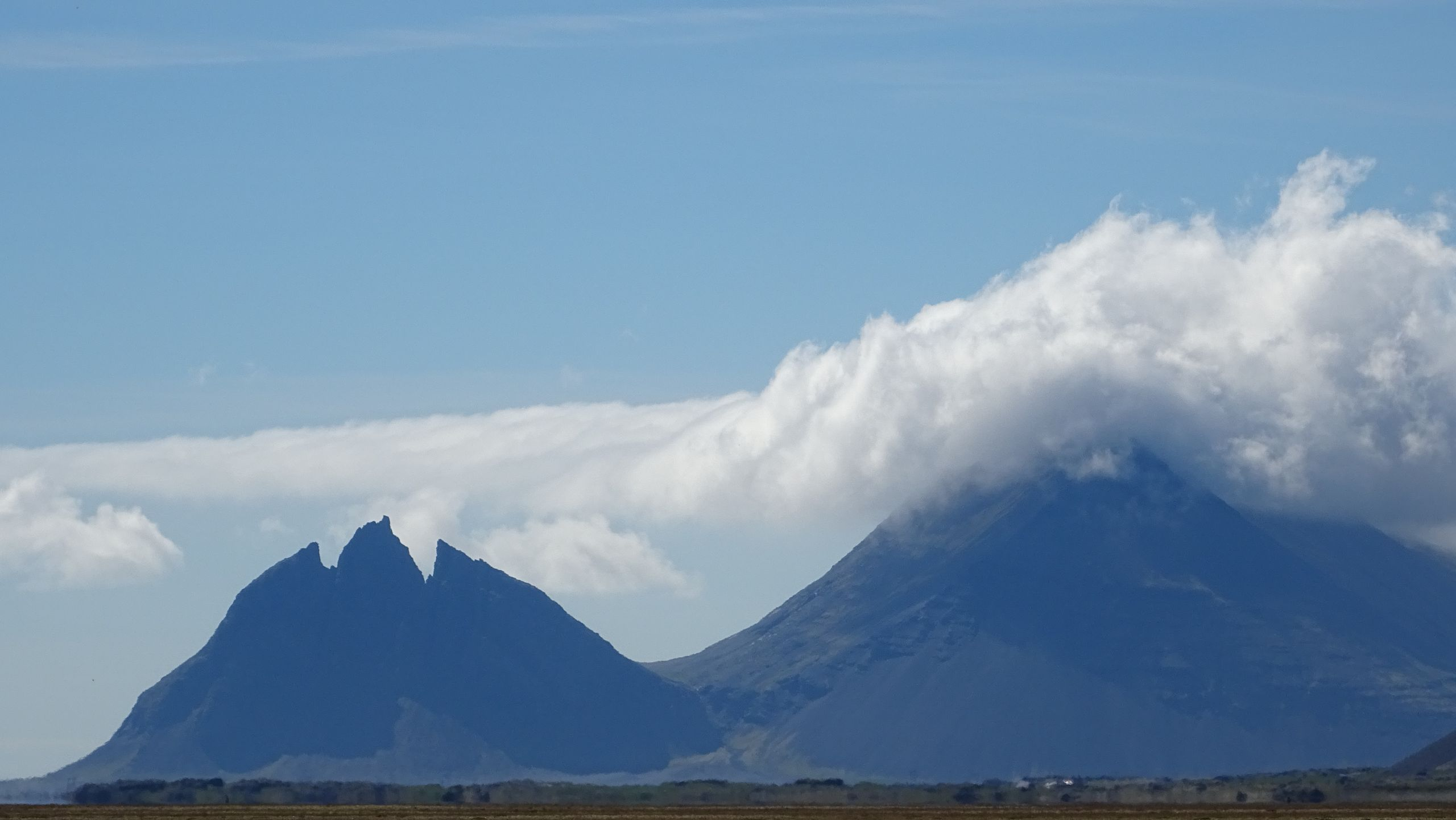
La Brunnhorn vue du nord.
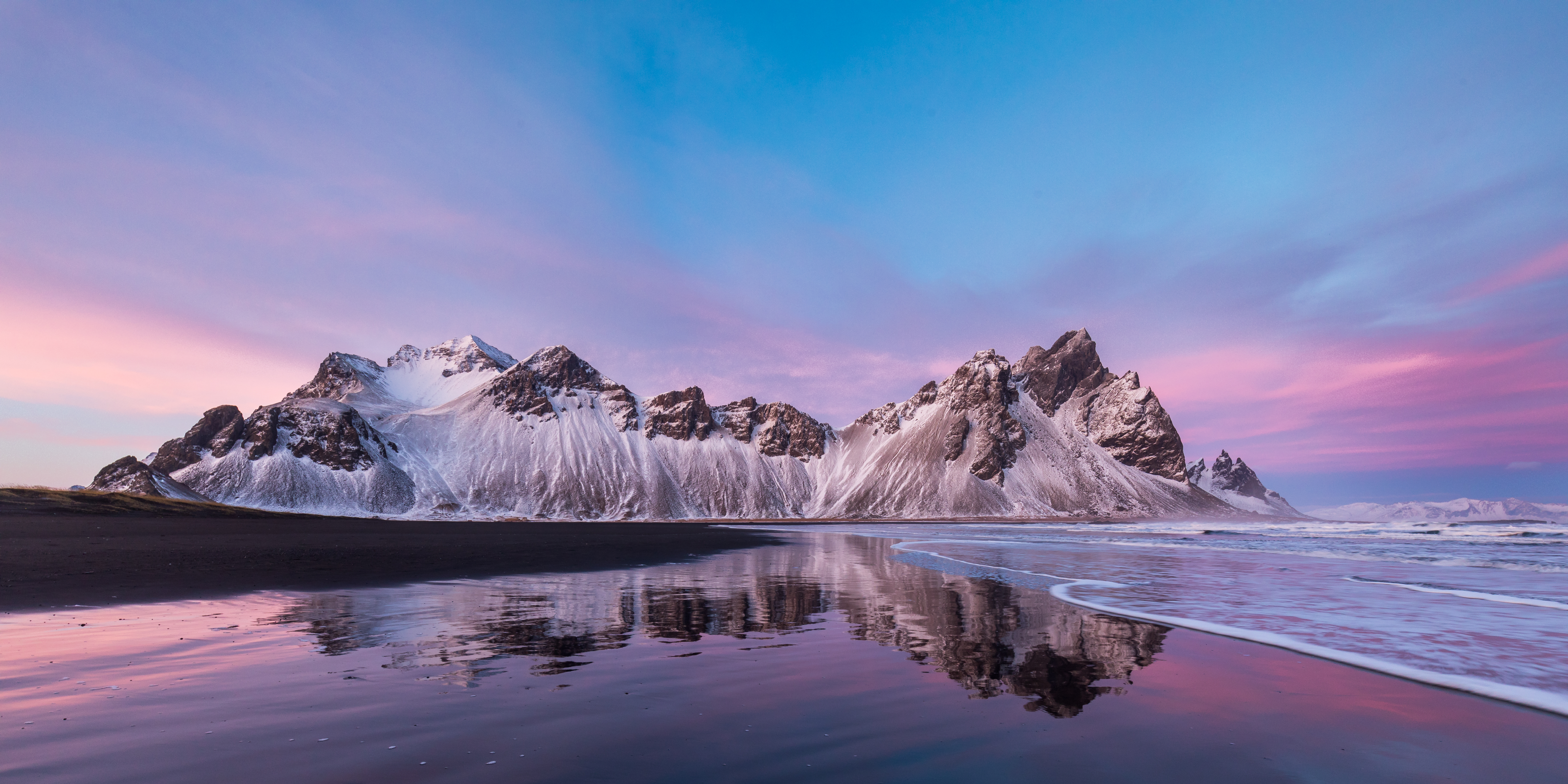
La Vestrahorn depuis le sud au coucher du soleil.
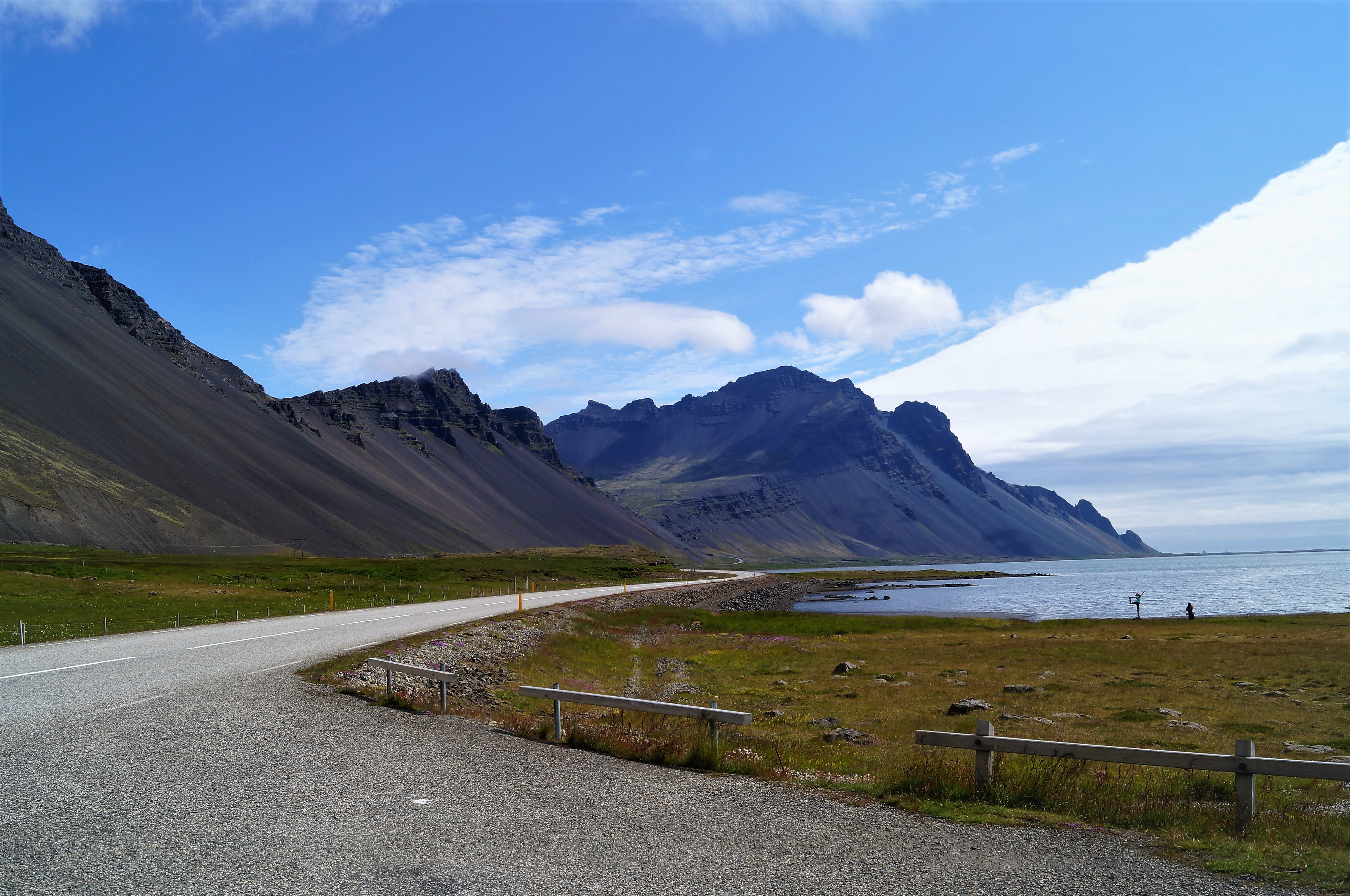
La Vestrahorn depuis la route 1 à l'ouest en direction du tunnel de l'Almannaskarð.
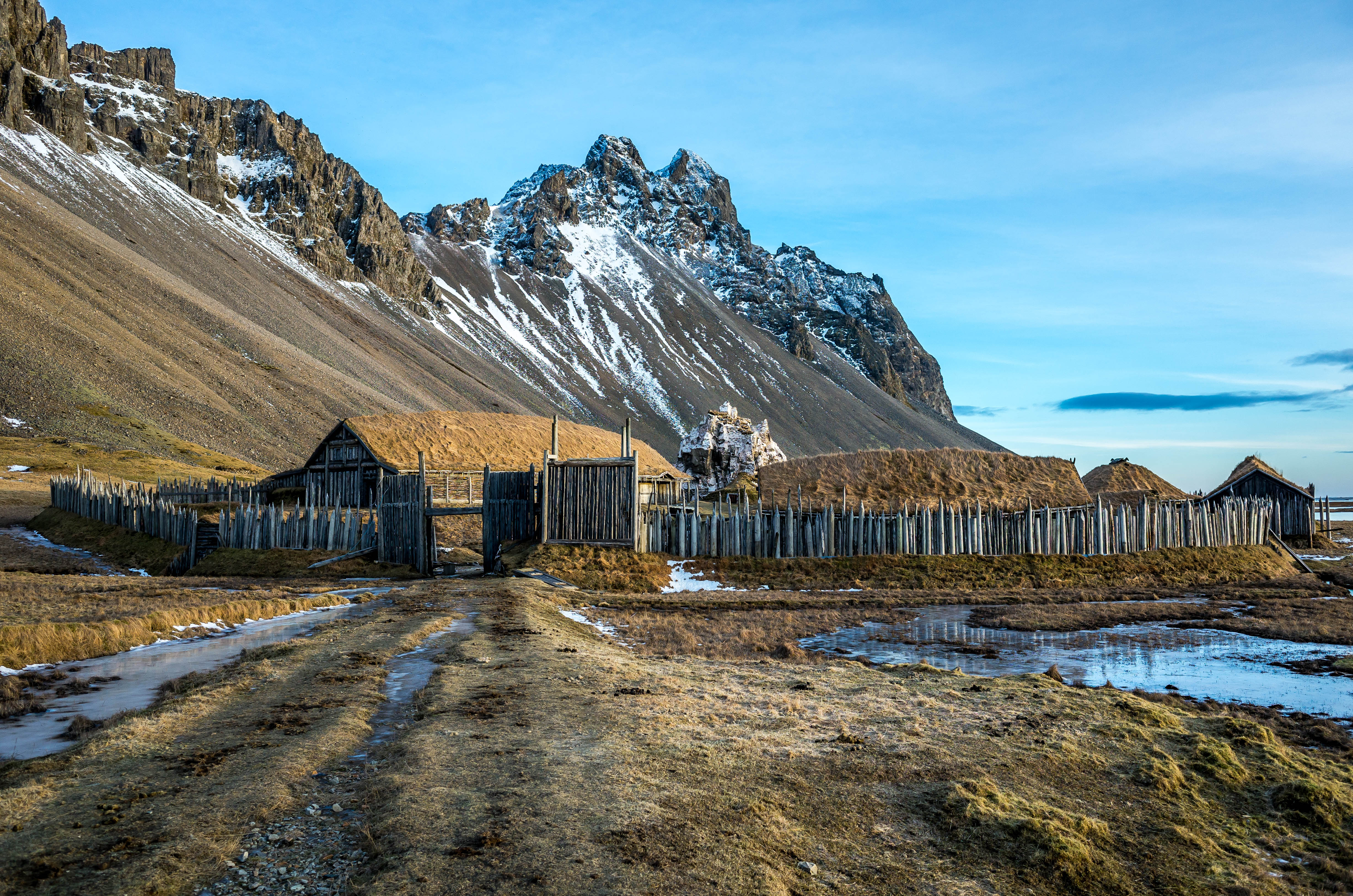
Ferme viking ayant servi de décor de cinéma au pied de la face sud de la Vestrahorn.